# Max Power
Max McAuley Power (født 27. juli 1993 i Birkenhead) er en engelsk fodboldspiller, der fra sommeren 2025 spiller for Bradford. Han har tidligere spillet blandt andet i Tranmere Rovers, Wigan, Sunderland samt danske  AGF. Power er midtbanespiller.

## Klubkarriere

### Tranmere Rovers
Power begyndte at spille fodbold i den lokale klub, Tranmere Rovers F.C. som otteårig, og han spillede på alle årgangene som ungdomsspiller i klubben, inden han skrev seniorkontrakt med Tranmere i april 2011. Han spillede derpå fire sæsoner på klubbens førstehold og nåede 109 kampe og 12 mål.

### Wigan
I sommeren 2015 skiftede Power til Wigan Athletic F.C. Efter tre sæsoner her blev han udlejet til Sunderland.

### Sunderland
Efter et halvt år på låneaftalen købte Sunderland Power af Wigan,

### Retur til Wigan
Da kontrakten med Sunderland løb ud, vendte Power tilbage til Wigan og blev der to sæsoner, hvor han blandt andet var med til at sikre klubben oprykning til EFL League Championship i 2022.

### Al-Qadsiah
I sommeren 2023 skrev Power en etårig kontrakt med Al-Qadsiah fra den næstbedste saudiarabiske liga. Han var året efter med til sikre oprykning til den bedste række.

### AGF
Han fik derefter et par uger med prøvetræning i AGF, der efterfølgende gav Power en kontrakt for sæsonen 2024/2025. Sæsonen bød dog kun på begrænset spilletid til Power, og allerede i foråret 2025 blev han fritstillet, så han kunne finde en ny klub. Han nåede 14 superligakampe, alle hvor han blev skiftet ind mod slutningen af kampen.

### Bradford
Kort efter stoppet i AGF skrev han kontrakt med den engelske klub Bradford fra begyndelsen af den kommende sæson.